# Skaní
Skaní (anglicky plying, německy Zwirnen) je úprava příze, při které se spojují a zakrucují dvě nebo více nití dohromady.
Skát se mohou staplové příze ze stejného materiálu, jemnosti a barvy jak spolu navzájem, tak i s filamenty (přízí z nekonečného vlákna).
Podle odhadů ze začátku 21. století se z celosvětové výroby staplových a filamentových přízí více než pětina zpracovává skaním, tj. řádově 15 milionů tun ročně.

## Zákrut

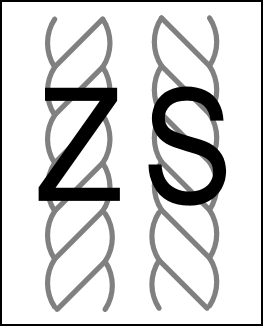
Směry skaní

Pro charakter skané příze je důležitý směr a počet zákrutů jak u předkládaných tak i u výsledných nití. Směr zákrutu je viditelný při pohledu na svisle drženou nit (náčrt vlevo). Jestliže spirála zákrutu probíhá stejným směrem jako prostřední část písmene „Z“, jedná se o přízi točenou k sobě doleva, vytvářející pravý závit. U pravého zákrutu k sobě (levého závitu od sebe) se spirála podobá písmenu „S“.
Když skací zákrut probíhá stejným směrem jako u obou předkládaných nití, vzniká velmi tvrdá příze (vhodná například na pneumatikové kordy). Naproti tomu příze s opačným točením při skaní je měkčí.
Se stoupajícím počtem zákrutů se (až do určité hranice) zvyšuje pevnost příze. (U krepových přízí se tato mez překračuje, tím dostanou zvláštní charakter, kterým se vytváří ve tkanině zrnitý povrch).

## Hladké skané příze
Účelem skaní je zde zvýšit pevnost a stejnoměrnost výsledné příze.

Sdružovací stroje na přírodní hedvábí (USA 1914)

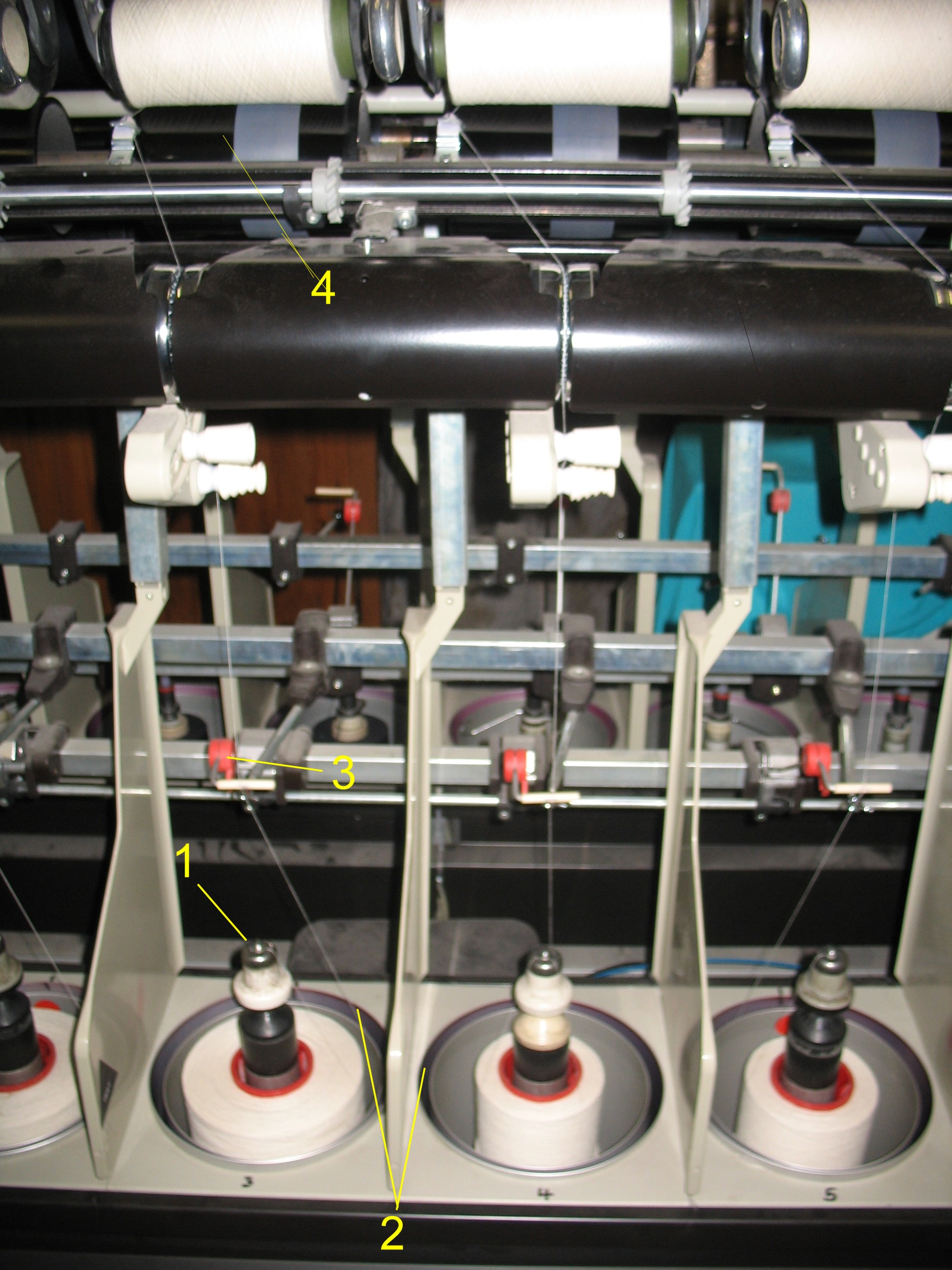
Dvouzákrutový skací stroj (rok výroby cca 1975)

Tyto vlastnosti jsou potřebné zejména u tkalcovských osnov, šicích nití a pneumatikových kordů (skaných z textilních materiálů i z ocelových drátů.

### Příprava
Staplové příze mají sklon ke smyčkování. Aby se tomu zamezilo, vkládají se potáče nebo nasoukané cívky na 15–30 minut do pařáku při teplotě 60–80 °C.
Příze se potom kropí emulzí s obsahem mastné kyseliny (cca 0,5 % váhy cívek). Tím se sníží tření a oděr příze při dalším zpracování.
Ve skaných přízích se spolu sdružuje a zakrucuje 2-6 nití. Sdružování se provádí
- buďto před vlastním skaním na speciálních sdružovacích strojích, kde se niti spojují a bez zákrutu navíjejí na cívku, která se předkládá k zakrucování skacím stojům (navíjení max 750 m/min, výhody: intenzivní kontrola jakosti příze, bez smyček při skaní)[6] [7]
- nebo se (maximálně dvě cívky s jednotlivými nitěmi) předkládají dvouzákrutovým skacím strojům, kde se druží a zakrucují v jednm sledu (výhoda: vyšší produktivita výroby).[8]

### Skací stroje

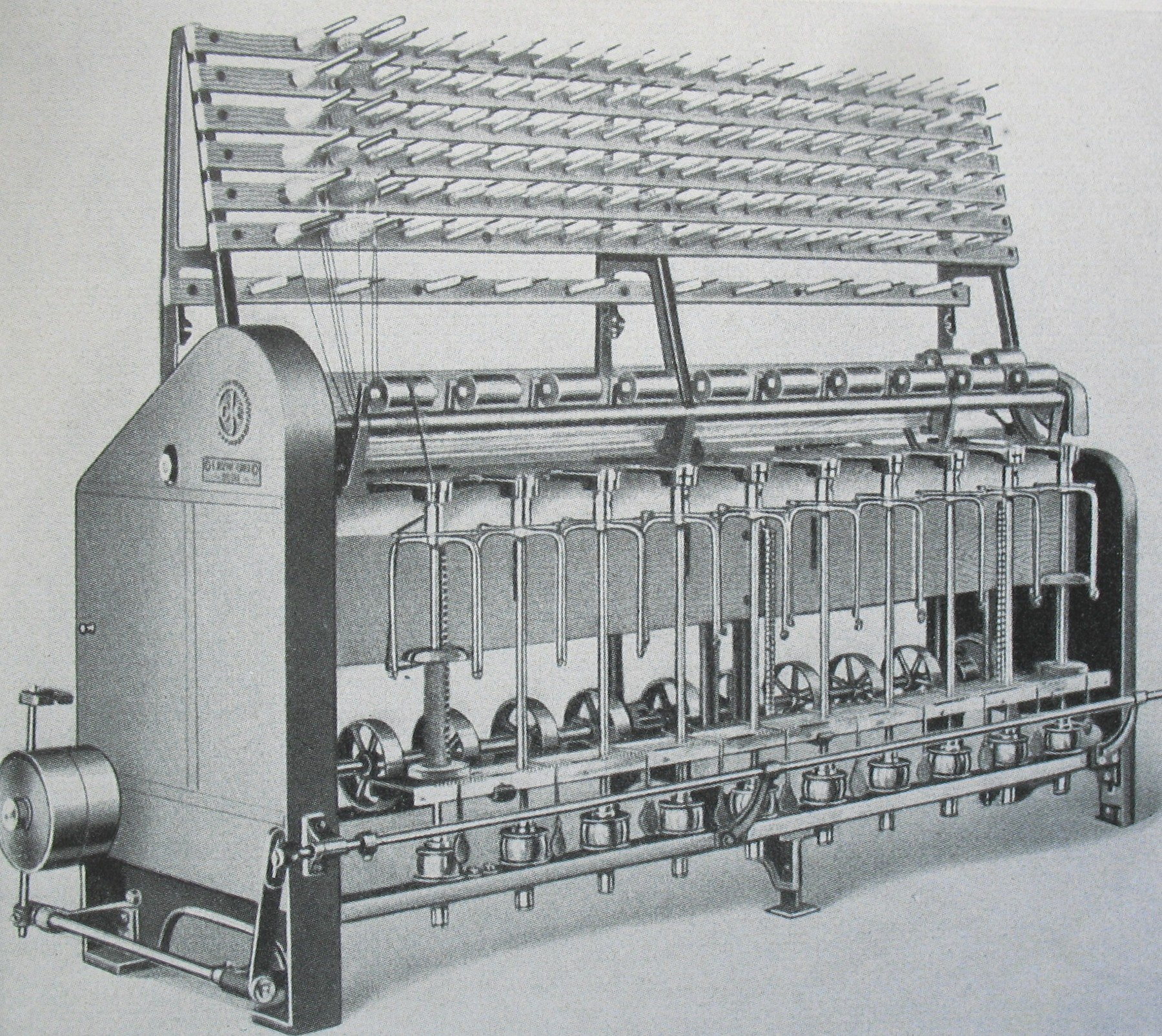
Křídlový skací stroj z 20. let 20. století

Pro velkovýrobu skaných přízí se nejčastěji používají dvouzákrutové stroje.
Funkce: Předloha se navléká na duté vřeteno (1) v pevně stojícím hrnci (2). Příze prochází shora vřetenem a kolem vnější stěny hrnce k vodiči (3) nad středem vřetene k navíjecímu ústrojí (4). Při každé otáčce vřetene se vkládá do příze první zákrut mezi předlohou a špičkou vřetene a druhý mezi dolním otvorem ve vřetenu a vodičem.
Otáčky vřeten mohou dosáhnout 12 000 za minutu.
Praktický příklad výkonu jednoho vřetene: Dvojmo skaná směsová příze 17 tex s 830 (přádními) Z-zákruty na metr při 11 000 otáčkách vřetene a 650 skacích zákrutech (S) = 62 g/hod.
Pro skaní malých partií a pro některé zvláštní účely jsou vhodnější jiné druhy skacích strojů, např. prstencové, dvoustupňové, křídlové (viz snímek vpravo) nebo kablovací.

#### Vícezákrutové stroje
- Na Světové výstavě textilních strojů v roce 2007 byl předváděn třízákrutový stroj. Při skaní zde příze vytváří dva balóny, z nichž jeden se otáčí v protisměru s téměř dvojnásobnou rychlostí a tak se vkládají na každou otáčku vřetene do příze tři zákruty.[9]
- Z roku 2016 je známý čtyřzákrutový stroj. Jednovřetenové zařízení pracuje s max 3500 ot/min, tj. 14500 zákrutů. Staplové příze z přírodních i umělých vláken se skají na tloušťku do 45 ktex se zákrutem 20-96 T/m, výsledná cívka s váhou do 10 kg. Na stroji se vyrábějí šňůry a prameny/předloha pro stáčecí stroje na výrobu lan.[10]

## Zdobné (efektní) příze

### Druhy přízí
Tyto příze vznikají tak, že

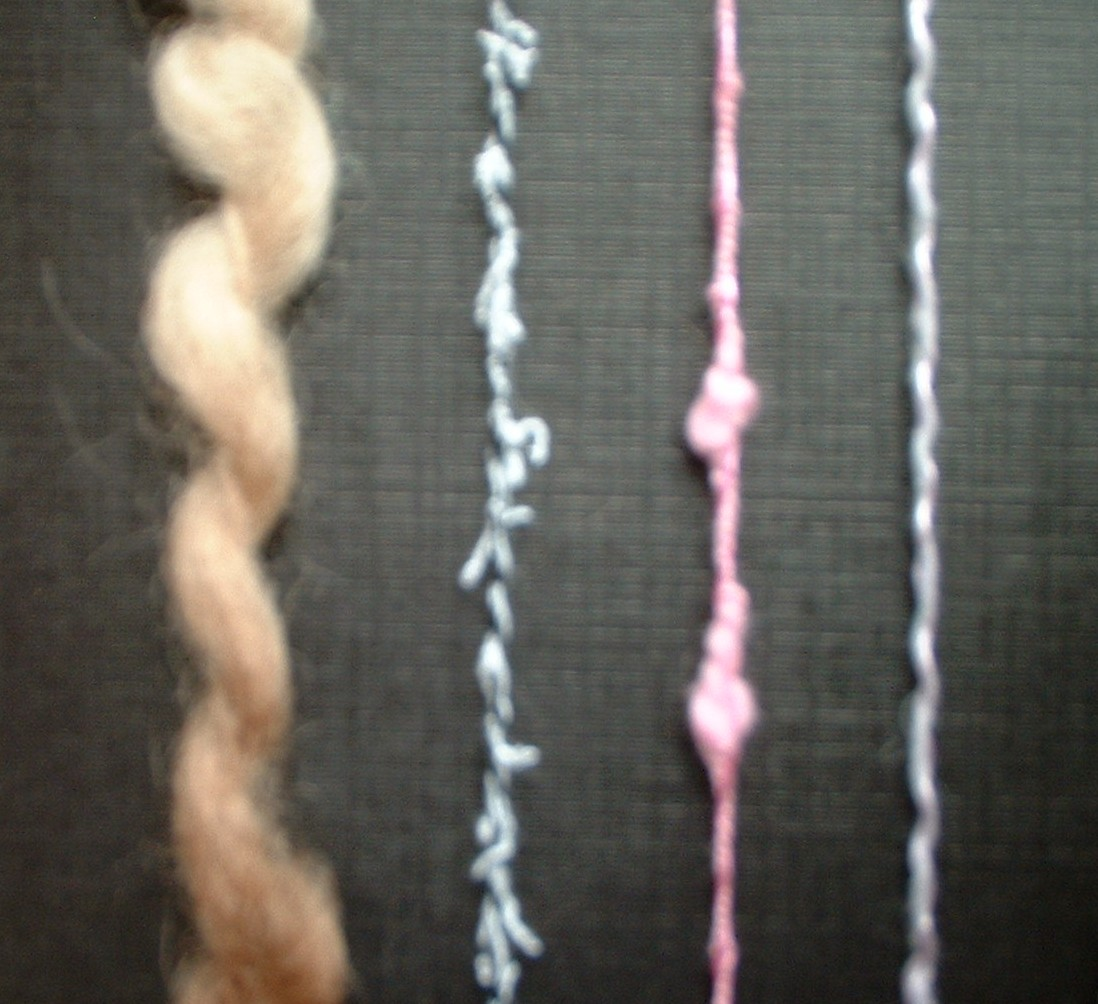
Efektní příze na ruční pletení
(zleva doprava): buklé, loop, nopky a ondé

- kolem základní jednoduché nebo skané niti se obtáčí příze vytvářející efekty různých tvarů (buklé, loop, froté a pod.) nebo
- ozdobné niti se podávají s proměnlivou rychlostí a vytváří kolem základní niti smyčky, nopky a pod., nebo
- mezi dvě základní nitě se zaskávají do místa zakrucování chomáčky vláken nebo kousky příze, buď průběžně nebo v intervalech.

Zdobné příze se požívají k ručnímu a strojnímu pletení, na dekorační tkaniny a k vytváření efektů s jednotlivými nitěmi ve tkaninách nebo například v tapetách.
Na snímku vpravo je několik příkladů zdobných přízí na ruční pletení.
Tématem se podrobněji zabývá článek Efektní příze.

#### Žinylka

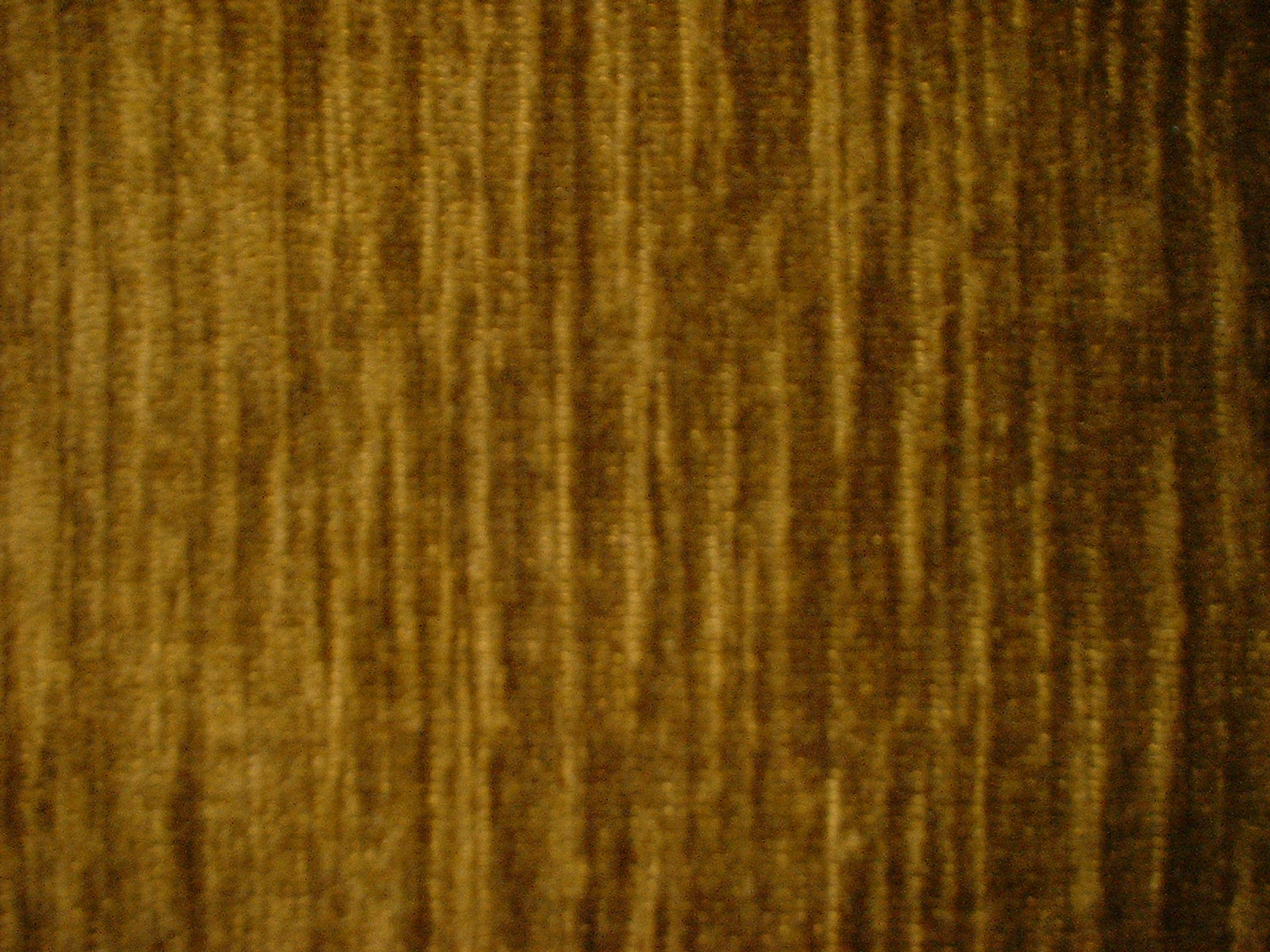
Polyakrylová dekorační tkanina: osnova z filamentu, útek ze žinylky
357 tex

Zvláštní druh je žinylka (chenille). Výsledná příze vypadá jako housenka, jejíž jádro z dvojice skaných nití je po celé délce a obvodu obklopeno pravidelně odstávajícími vlasy (flórem). Vzniká tak, že vlasová nit, která se zavádí během zakrucování mezi obě niti jádra, se průběžně uřezává na přesnou délku (např. 4 mm). Žinylka se pak navíjí na potáč podobně jako na konvenčních prstencových strojích.

### Výroba

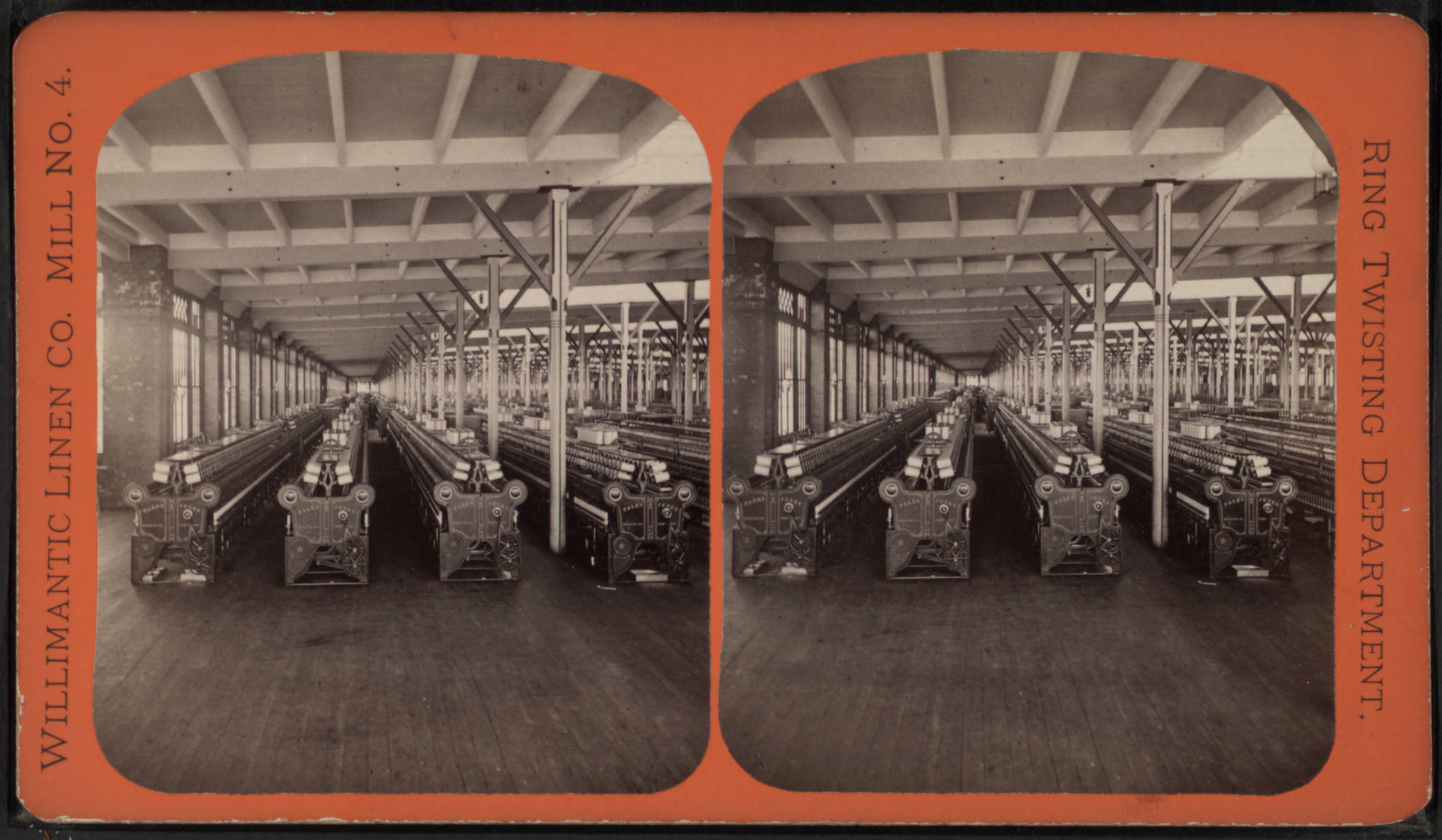
Skárna s prstencovými stroji z 80. let 19. století v USA

Většina efektních přízí se vyrábí na prstencových skacích strojích a na strojích s dutým vřetenem. Podávací ústrojí je na nich upraveno na současné přivádění několika nití s různými, průběžně měnitelnými rychlostmi. Na některých strojích je instalováno i průtahové ústrojí, které přivádí k místu zákrutu chomáčky vláken v různé formě.
Skaní často probíhá ve 2–3 pasážích, hotová příze se většinou navíjí na konickou cívku.
Na moderních strojích s dutým vřetenem probíhá skaní tak, že příze vycházející z průtahového ústrojí (nebo z cívečnice) je po průchodu dutinou vřetene zakrucována zvláštním elementem a zákrut je zároveň fixován přízí z potáče nasazeného na vřetenu. S pomocí rozdílných otáček zkrucovacího ústrojí a vřetene se dá značně ovlivnit vzhled a omak výsledné příze.
Známé jsou také kombinace s dutým vřetenem a následujícím prstencovým skaním.
Výrobci speciálních strojů na zdobné příze nabízí zařízení, která umožňují vzorování efektů ve více než 2000 variantách.

## Kablování
Technologie je velmi podobná dvouzákrutovému skaní, příze zde však dostává při každé otáčce vřetene jen jeden zákrut. Jedna ze dvou nití, které se při skaní sdružují, se předkládá na cívce nasazené na vřetenu, druhá nit se odvíjí z cívečnice, prochází vřetenem a obtáčí se kolem první niti. Tímto způsobem se vkládá do příze jen skací zákrut, na zákrutu předkládaných nití se nic nemění a udržují si původní objem.
Technologie je proto obzvlášť vhodná pro skaní nezakroucených tvarovaných filamentů (BCF) na kobercové příze, kde se dosáhne lepšího plošného krytí a tím i úspory materiálu. Kablovací stroje se dají po snadné přestavbě pracovních orgánů použít i na dvouzákrutové skaní.